# ديمون غراي
ديمون غراي (بالإنجليزية: Damon Gray)‏ (11 يوليو 1988 نيوكاسل أبون تاين المملكة المتحدة - ) هو لاعب كرة قدم بريطاني يلعب كمهاجم.

## روابط خارجية
- ديمون غراي على موقع قاعدة بيانات كرة القدم.إي يو (الإنجليزية)
- ديمون غراي على موقع Soccerbase.com (لاعب) (الإنجليزية)